# ブルアカ (料理)
ブルアカ（ポルトガル語: bruaca, buruaca）、オレリャ・デ・パウ（葡: orelha de pau）、ボロ・デ・カコ（葡: bolo de caco）、またはチャペウ・デ・クーロ（葡: chapéu de couro）は、ブラジル北東部の特徴的な食べ物であるが、起源は不明。主に小麦粉、牛乳または水、そして砂糖を使って作られる。
ブルアカはそのまま、または上に精製糖やシナモンをかけて提供される。